# Proteus-Eretes in 't Lang
Proteus-Eretes in 't Lang (afgekort PEiL) is een roeiwedstrijd op de Delftse Schie, georganiseerd door Proteus-Eretes uit Delft. Het is een wedstrijd voor competitieroeiers over 4500 meter tussen Rotterdam en Delft. De hoofdwedstrijd is een tijdsrace in de vorm van een achtervolgingswedstrijd.
De PEiL is voor het eerst gehouden in 1981, ter ere van het 7e lustrum van D.S.R. Proteus-Eretes. Omdat dit een groot succes was is besloten de PEiL sindsdien ieder jaar te organiseren. Tijdens het 10e lustrum, in 1996, is besloten de wedstrijd uit te breiden met een sprint over 450 meter op zaterdag. 
Omdat de wedstrijd voor competitieroeiers wordt er gevaren volgens de regels van de KNRB, de Nederlandse roeibond. De wedstrijd telt ook voor de meeste landelijke bokalen mee, te weten:
- Kruithuisbokaal (Club 8+)
- Skøll Bokaal der Clubquadruples (Club 4x+)
- Vlietbokaal (4+)
- NOOC C4+ Competitie (C4+)
- NOOC B4+ Bokaal (B4+)
- Skøll Ask&Embla Bokaal (2x)
- Skøll Skiff Bokaal (1x)